# Silva Kaputikjanová
Silva Kaputikjanová, rodným jménem Sirvard Kaputikjanová (arménsky: Սիլվա Կապուտիկյան; 20. ledna 1919 Jerevan – 25. srpna 2006 Jerevan) byla arménská básnířka a politická aktivistka. Patřila k oficiálním autorům sovětského režimu, avšak na konci 80. let otevřela téma arménského nacionalismu a karabašskou otázku, a stala se tak klíčovou inspirátorkou znovu se formujícího národního vědomí nezávislého arménského státu na začátku 90. let. Celkově napsala přes šedesát knih, povětšinou v arménštině, některé v ruštině. Její básně do ruštiny překládali Bulat Okudžava, Junna Moricová, Jevgenij Jevtušenko, Andrej Vozněsenskij, Bella Achmadulinová a další. Jejím manželem byl významný arménský básník Hovhannes Širaz, jejím synem sochař Ara Širaz.

## Život
Narodila se v Jerevanu do rodiny uprchlíků z města Van. Její otec byl členem Arménské revoluční federace zvané též Dašnakcuthjun, klíčové arménské politické síly před nástupem komunismu v roce 1920. Zemřel na choleru tři měsíce před jejím narozením. Byla pak vychována matkou a babičkou. Od roku 1936 navštěvovala Fakultu arménské filologie na Jerevanské státní univerzitě, absolvovala v roce 1941. V letech 1949–1950 studovala na Gorkého institutu světové literatury Sovětské akademie věd. V roce 1945 vstoupila do Komunistické strany Sovětského svazu.
Svou první báseň vydala v roce 1933. V roce 1941 se stala členkou Svazu spisovatelů Arménie. První básnickou sbírku vydala v roce 1945. Psala poezii lyrickou, ale velkým jejím tématem byla od počátku též národní identita. Široce známy jsou v Arménii zejména verše její básně „Slovo k mému synovi“: „Podívej, můj synu, ať jsi kdekoli, / Kamkoli jdeš pod tímto měsícem, / I když zapomeneš na svou matku, / nezapomeň na svůj mateřský jazyk.“
V letech 1962–1963 a roku 1973 cestovala po arménských diasporách na Středním východě (Libanon, Sýrie, Egypt) a v Severní Americe (USA a Kanada). V letech 1964 a 1976 vyšly její cestopisy z těchto cest. Otevřela v nich i téma arménské genocidy. Známá je její věta k tomuto tématu z této doby: „Musíte se pomstít tím, že budete dál žít.“ Otevření této otázky mělo velký vliv na arménské nacionální hnutí 60. let, ona sama byla hlavním řečníkem (spolu s básníkem Parujrem Sevakem) na slavné demonstraci v roce 1965, která je označována za první skutečně politickou, nekomunistickou demonstraci v sovětských dějinách. Byla svolána k 50 letům od genocidy. Přestože demonstrace měla jasný nacionální ráz, Moskva ji povolila, neboť kritizovaný zločin spáchalo Turecko, v té době již člen NATO, což se oficiálním kruhům jevilo jako využitelné. Sevak a Kaputikjanová po demonstraci byli přijati v Moskvě, kde v jejich přítomnosti sovětská vláda schválila výstavbu památníku arménské genocidy v Jerevanu, který byl pak dokončen v roce 1967. Sice kritizovala, že vzpomínky na genocidu jsou formulovány v diaspoře mnohem autentičtěji, kdežto cenzurované vzpomínání v Jerevanu nemá „potřebnou hloubku a šíři“, ovšem do otevřeného střetu s režimem nešla. Mark Malkasjan popsal její pozici slovy: „Patřila k obratné vrstvě arménské inteligence. Po celá desetiletí se tito lidé pohybovali na tenké hranici mezi arménským nacionalismem a oficiálním sovětským internacionalismem. V otázce Karabachu nebo arménské genocidy hovořili hlasem svého lidu, zároveň ale udržovali dobré vztahy s Moskvou." Přesto její texty o národní otázce vycházely od 60. let i v samizdatu.
Národnostním otázkám v Sovětském svazu se věnovala stále více. Již v roce 1980 vyjádřila veřejně obavu „že arménští rodiče cítí nutkání posílat své děti do ruskojazyčných škol, aby rozšířili své kariérní příležitosti.“ S Gorbačovovou perestrojkou odložila autocenzuru v této věci úplně. V květnu 1987 jako první neruská autorka publikovala v Pravdě článek o problematice národností, ve kterém kritizovala sovětskou vládu za „trvalé rozšiřování sféry ruského jazyka na úkor arménštiny". „S každým dalším rokem se sféra našeho rodného jazyka v Arménii zužuje. Spolehlivým štítem chránícím mladé lidi před cizorodými vlivy je jen skutečný patriotismus, inspirovaný lidovou historií a kulturou," napsala v článku. Některé její projevy překročili i hranici obhajoby terorismu. V roce 1987 publikovala například báseň Noční requiem, která byla věnována Levonu Ekmekjanovi z Arménské tajné armády pro osvobození Arménie, jenž byl jedním z hlavních pachatelů teroristického útoku na mezinárodní letiště Esenboğa v turecké Ankaře v roce 1982 (v roce 1983 byl v Turecku oběšen a tehdy napsala Kaputikjanová svou báseň, kterou se ale odvážila vydat až během perestrojky). Když byla dotazována, zda terorismus nemůže poškodit Arménii v očích světa, odpověděla: "A to máme mlčet, plazit se s prázdnýma rukama před těmi, co hájí Osmanskou říši a Turky, a prosit je za uznání?"
Dalekosáhlé důsledky však mělo zejména její otevření karabašské otázky v roce 1988. Spolu se Zori Balajanem a Igorem Muradjanem byla prvním ze tří vůdců karabašského hnutí, jehož cílem bylo připojení území obývaných Armény (autonomní oblasti Náhorní Karabach náležející k Ázerbájdžánské SSR) k sovětské Arménii. Na zasedání Svazu spisovatelů Arménie dne 15. února 1988 Kaputikjanová vyjádřila oficiálně podporu Arménům z Karabachu žádajícím připojení k Arménii. 26. února se setkala v Kremlu (spolu s Balajanem) se sovětským vůdcem Michailem Gorbačovem, aby o otázce Karabachu diskutovali. Setkání se zúčastnila i Raisa Gorbačovová, která se prý s Kaputikjanovou velmi sblížila a přispěla k tomu, že Kaputikjanová odjela zpět do Arménie s apely na uklidnění nacionálních vášní a výzvami ke smíru.
Kromě národnostních otázek se na konci perestrojky věnovala ovšem i ekologickému aktivismu. Na demonstraci v říjnu 1987, kterou uspořádal Balajan, Kaputikjanová požadovala, aby úřady uzavřely všechny chemické závody v Arménii, a to se slovy „Nedovolte, aby po krvavé genocidě přišla genocida neviditelná!“ V lednu 1989 požadovala, aby byla z provozu odstavena arménská jaderná elektrárna Metsamor, neboť „hrozí zničením samotného genotypu arménského národa“.
Po obnovení nezávislosti a vzniku Arménské republiky byly její nacionální postoje doceněny, byť byla kritizována za členství v komunistické straně, za zmírnění postojů po schůzce s Gorbačovem nebo za to, že v sovětské éře nikdy neotevřela otázku demokratizace či arménské nezávislosti. Brzy si ale politické elity nové republiky znepřátelila. V roce 1996 byla mezi 14 intelektuály, kteří podepsali otevřený dopis, v němž žádali generálního prokurátora Artavazda Gevorkjana, aby zakročil proti ministrovi obrany Vazgenu Sarkisjanovi, který po prezidentských volbách v roce 1996 uvedl, že jeho ministerstvo neuzná vůdce opozice „i kdyby získal 100 procent hlasů“. Byla též stále kritičtější ke druhému prezidentovi Robertu Kočarjanovi. Dne 14. dubna 2004 napsala otevřený dopis s názvem Kočarjan musí odejít («Քոչարյանը պետք է հեռանա»), kde vyzvala k prezidentově rezignaci a protestovala proti násilnému zásahu proti opoziční demonstraci ve dnech 12. – 13. dubna, na níž byly desítky zraněných. Vrátila také Medaili Mesropa Maštoce, kterou jí Kočarjan udělil v roce 1999. Kočarjan na to reagoval slovy, že lituje, že Kaputikjanová „nechápe podstatu našeho státu“.
Zemřela dva roky nato, při operaci zlomeniny nohy. Rozloučení se konalo v Jerevanské opeře, odkud byla její rakev převezena do Komitasova Pantheonu, tedy na národní hřbitov, kde jsou pohřbeni největší osobnosti arménské kultury. Prezident Kočarjan na pohřeb nepřišel. Dne 20. ledna 2009, k 90. výročí jejího narození, bylo v Jerevanu slavnostně otevřeno její muzeum, a to za účasti nového prezidenta Serže Sarkisjana. Ulice, na které se muzeum nachází, nese od té doby její jméno.